# パニック
パニック (panic) とは、個人または集団において突発的な不安や恐怖（ストレス）による混乱した心理状態、またそれに伴う錯乱した行動を指す。恐慌とも言う。混乱や錯乱を意味する一般的な「パニック」と医学的な「パニック(パニック障害/パニック発作)」は意味が異なる。
動物の同種行動に関しては、暴発行動とも呼ばれる。

## 概要
パニックの定義としてはスメルサーによる「ヒステリー的信念に基づく集合的な逃走」、ラングによる「極端な利己的状態への集合的な退行」、サトウタツヤによる「突然発生した予期しない恐怖で， 抵抗不可能なものであり，多くの人々が同時にそれに影響される状態で多くの場合逃走や混乱が見られる状態」というものがある。
パニックの脅威は、1942年11月28日にアメリカ合衆国のボストンで500人近い死者を出したココナッツ・グローヴ火災によって広く知られることになった。この事件については大惨事を引き起こした原因や責任の所在が解明できないまま、パニック説がスケープゴートにされたに過ぎないと見る分析もある一方、やがて災害そのものよりも災害による群衆のパニックこそが最大の脅威であるという認識が、時にはパニックに対する誤った誇張や過剰な恐怖心を交えつつも、一般的な社会常識として広く共有されるようになる。
一方、常識として広まったパニックのイメージには、過大評価や、後の研究で否定された内容に基づく誤解もあり、誤解に基づいた避難誘導が逃げ遅れを誘発したり、逆にパニックを拡大させたりといった不適切な対応に繋がる場合もある（詳細は「#パニックに対する過大評価と正常性バイアス」を参照）。

## 語源
語源は、ギリシア神話の神・パーンにちなむ。古代ギリシアの人々は、家畜の群れが何の前触れもなく突然騒ぎだし、集団で逃げ出す現象について、家畜の感情を揺り動かす見えない存在が牧神・パーンと関係していると考え、これを「パーンに関係するもの」（古代ギリシア語: πανικόν = 英語: panic）と呼んだ。古代ギリシアでも既に語源俗解がなされ、神話上の物語が幾つか伝わっている。例えば、魔神テューポーンが神々の集うオリンポス山に出現した際、神々は恐れて動物に化けて逃げ回ったが、パーンは恐慌のあまり、上半身が山羊で下半身が魚という姿に化けるという醜態をさらし、これがパニックの語源になった、などである。
近代以降は、人間や動物の集団を突然襲う恐慌状態を「パニック」と呼ぶようになり、やがて群集心理に留まらず、個々人の恐慌状態や心理状態をも指すようになった。今では心拍数120を超えるとパニック状態と判断される場合がある。

## 暴発行動
動物の場合、脳の処理能力を超える状況に陥った場合に、人間のパニック状態同様の、非論理的な行動が見られる。例を挙げれば、室内に閉じ込められた鳥が出口を求めて窓ガラスや壁などに体当たりをする行動や、ネズミが川へ群れで飛び込む集団行動、罠に掛かった動物が傷付くのも厭わずに暴れ回る行動などがある。
人間にしても動物にしても、強いストレスの下で衝動的な行為を起こした場合、偶発的にでも、ストレスの元から逃れる可能性が生じるため、このような緊急的な行動様式が発達したと考えられている。

## パニックの功罪
パニックによって引き起こされる衝動的な行動は、目前の火災や頭上から崩れ落ちてくる岩石群といった危険物からいち早く逃れようとする場合には一定の効果が見られるわけだが、特に集団的なパニックが発生した場合や、本来は危険度が低い現象であるにもかかわらず、強いストレスを受けてパニックを起こした結果、被害が拡大するケースも見られる。
火災によるパニック状態では、天ぷら油火災の際に鍋の中で火柱が立っている（まだ周囲への延焼は無い）状態にて、消火器の使用を思い付かず慌てて水を掛けてしまう人は少なくない。この場合は油が燃えながら飛び散るため、被害が拡大する事故が報じられている。また、ビル火災では、「一見押してあけるように見えるが実は引いてあける扉」の前で人が折り重なって死んでいたという事例がある。押してあかなければ普通は引いてみるところであるが、火事でパニックになっているため必死で押してあけようとしているうちに煙に巻かれたのである。
集団的なパニック現象が発生した場合、個々が先を争ってその場から逃れようとするのが一般的だが、そのような一定集団がパニックに陥り易いケースでは、危険状況の発生が広範囲に及んでいる場合が多い。このような場合、無理に移動しようとすると、他のパニック状態にある被災者同士で衝突したり踏まれたりする現象も起き易く、そのような事態によって死傷者が発生しているケースは多い。
また地震等の災害発生時には、屋内で家具や調度品等の倒壊を目の当たりにしてパニックに陥った際に、とにかく頭上に何も無い屋外に飛び出したいという衝動に駆られることが知られているが、今日の都市部では高層ビルの窓ガラスや外壁に用いる建材などが、ビル周辺部に降り注ぐ現象が起き易いとされる。これを考慮に入れず咄嗟に屋外へ飛び出して、それら落下物の犠牲となるケースも報告されており、特に補強の入った屋内にいる場合は、外に飛び出さなかった人のほうが安全な場合が多い。また、日本家屋では瓦の落下や塀の倒壊に伴う事故が報告されている。
このような緊急事態に於ける適切な行動の情報が多く出回っており、またそのような緊急事態が発生しやすい環境（地域）では、一定の訓練を繰り返す所もある。このような場合では、緊急事態を模擬的に体験することで、そのような事態への耐性を高め、パニックによる事故を未然に防ぐ効果があるとされており、それにより被害を最小限に食い止めた事例は数多い。

## パニックの起こる状況
パニックは、正しい情報を得られない状況に陥った人々が冷静な判断力を失った時に発生する。こうしたパニックが発生する状況には幾つかの必要条件がある。それはまず群衆が差し迫った脅威を現実のものとして実感していること、何からの方法によってその危険から逃れて助かる見込みがあると信じられていること、しかし確実な脱出が困難であり、他の脱出者との競争に勝たなければ生き残れないかもしれないという危機感が集団の間に広がること、そしてコミュニケーションが機能せず全体の状況を把握することができなくなること、といった条件である。これらの条件はいずれも実際の状況がそのようなものであるかどうかに関係なく、人々の主観的な思い込みだけで引き起こされるが、条件のうちの幾つかが成り立たなくなれば、パニックを防ぐことができる。
一方、火災などの差し迫った脅威から助かるために争って出口に殺到することが、たとえ理性的に判断したとしても唯一の合理的な生存手段となる状況で、そのような避難行動を取ったことによって助かった成果が、避難行動のせいで生じた犠牲を上回るような場合、このような集団行動をパニックと呼ぶことに対しては異論がある。ただし生存者が少なく現場の損傷が激しいような場合、そのような避難行動が合理的な判断に基づく行動であったかどうかは判断が困難な場合もあり、折り重なった遺体の状況から「パニックが起こった」と安易に結論づけられてしまう場合もある。

## パニックの起こりにくい環境
第一には、生き残りの可能性がない場合にはパニックは起こりにくい。一般に、パニックは危機的状況にある閉鎖的な空間で発生しやすいと思われている。だが、完全に逃げ場がない閉鎖的な空間においては、実際にはむしろ、パニック状態には陥りにくいことが知られている。例を挙げれば、過去の大規模な航空機事故発生時には、逃げ場のない機内で乗客は強いストレスに晒されながらも、一定の理性を保っていたという報告がなされている（→日本航空123便墜落事故など）。パニックに陥り、搭乗口をこじ開けて機外に飛び出したなどの事例は極めて少ない。航空機事故の他にも潜水艦や宇宙船、鉱山での坑内事故などでは、パニックが起こらないことが知られている。
このことは、危機を逃れる可能性がたとえ僅かでもある場合にこそ、人は何としてもそれを達成しようしてパニック状態になることを示唆している。他人と争うことで生存できるという見返りがあるのなら、人は利己的にもなる。
この他、視認性の高い安全経路情報の提示や、他者からの誘導がある場合も、パニックが起こりにくい。
なお、災害に対する不安や危機感がなかったり、避難するよりもその場に留まった方が安全であるという認識が広まると、人は避難行動を開始しない傾向にある。その場合、危機が本当に差し迫ったものであると、結果として人々が逃げ遅れてしまう場合もある。例えば1981年10月31日に神奈川県平塚市では、手違いにより、東海地震に備えてあらかじめ用意されていた「地震予知により間もなく大地震の発生が予想されるので警戒せよ」という旨のメッセージが、誤って防災無線から放送されてしまうという誤報があったが、その放送内容は群衆のパニックを抑えることばかりを意識した、緊迫感を欠いた回りくどいものであったため、予想されていたパニックは全く起こらなかった。しかしこの誤報は80パーセントの市民には届かず、何らかの形で耳にした人でも真に受けた人はわずかに3.9パーセント、半信半疑だった人も10.0パーセントに留まり、大多数の市民は聞いても無視するか信じず、更に誤報の内容を真に受けたわずかな人も、そのうち60パーセント以上は何ら具体的な行動を起こさなかった。安全な場所に避難したのは1パーセントにも達しなかった。この放送ではパニックこそ起きなかったが、結果的には「毒にも薬にもならないメッセージ」と酷評されるような、避難を促す内容としても不適切なものになった。

## パニックに対する過大評価と正常性バイアス
パニックによって引き起こされる脅威の大きさは社会常識として広く知られており、しばしば映画やテレビドラマなどのフィクション作品では、パニックに陥って錯乱する群衆の姿が、凶暴かつ残忍に誇張されて描かれる。その一方、こうしたパニックの脅威は過大に警戒されすぎているという主張もある。
広く浸透した社会常識では、地震や火災などの災害に巻き込まれた群衆は、多くの場合においてたやすくパニックに陥るものであると信じられているが、実際はほとんどの場合でパニックは起こらない。このような場合、多くの人間は呆然としてしまって行動を起こせないことが分かっている。更に人間の心理には正常性バイアスと呼ばれる、目の前の異常事態に対して平常心を保とうとする精神の働きがあり、これが過剰に作用すると差し迫った危険の大きさを理解できずに過小評価してしまう。こうした結果、ただちに避難を開始しなければ生命に関わるような差し迫った危機を前にした群衆が、様子を見ているばかりで避難しようとしなかったり、記念撮影に興じたりするなど、過剰に落ち着きすぎていて客観的な判断を欠いた行動を取ってしまうようなことがある。
恒常的な避難訓練を受けていない人間が、差し迫った危機に対して適切な行動を取ることができず、理性を欠いた集団行動を取ってしまうという経緯だけを見れば、パニックに陥った集団も、正常性バイアスに支配された集団も同じである。しかし正常性バイアスの脅威と比べて、パニックに対する過剰な恐怖心は人々の間に広く介在している。時には災害そのものよりも集団のパニックを抑止することを優先した対処が裏目に出て、危機感が共有されず、群衆が火災などの災害から逃げ遅れて被害が拡大した事例も知られている。例えば1977年5月28日にアメリカ合衆国で164人が死亡したビバリーヒルズ・サパークラブ火災はそうした例で、従業員から「単なるボヤである」という呼びかけがなされた結果、人々はリラックスしたままゆっくりと避難を開始し、席についたまま談笑したり飲み物を飲んだりしていた人々も多かったが、そうした人々はそのまま煙に巻かれて犠牲となった。また1903年12月30日にシカゴで602人が死亡したイロコイ劇場火災では、施設側から「火災ではない」という情報隠しがされたが、避難が遅れていた人々が火災に気がついてから一気にパニックが起こり、多くの人々が錯乱した群衆に踏み倒されて圧死した。日本でも、川治プリンスホテル火災で、火災報知器の鳴動に対し従業員が確認を怠り「火災報知器のテスト」と放送したため、避難の機会を失って45名が死亡している。
「災害そのものよりもパニックの方が恐ろしい」とする主張もある一方で、「それより更に恐ろしいのは、パニックへの過剰な警戒心が引き起こす情報隠しである」という反論もある。2011年に日本で起きた福島第一原子力発電所事故では、国民がパニックを起こすことへの過剰な警戒心から、放射性物質の拡散状況を被災地の人々に提供すべきではないという判断がされ、政府による情報の公開が遅れた。このような「災害の情報を正しく知らせれば必ず大きなパニックが起きてしまう」といった先入観は、パニック神話などと呼ばれて批判の対象ともなっている。なお結果的にはこの原発事故による放射能汚染での直接死者は事故以前の懸念、すなわち万単位で発生するという主張に比べれば皆無に等しく、公的に確認されているのはいずれも放射能に日常的に濃密にさらされる廃炉作業員である（ただし疲労等や生活苦による一般人の関連死は存在する）。

## 事例
- 1938年、アメリカでのラジオ番組「宇宙戦争」で火星人襲来を信じた群衆の恐怖で起こった騒動は、メディアが誘発したパニック現象の代表例として長く扱われてきた[1]。現在の研究ではパニックに類するものはまったく起きていなかったことが確認されており[41]、誤った新聞報道のみを根拠に書かれた研究書が無批判に受け入れられてきたことによる都市伝説として否定されている[42][43]。
- 1973年、豊川信用金庫事件 - 女子高生のうわさから始まった信用金庫取り付け騒動[1]。ただし、詰めかけた人々はパニックに陥っていたと言うより、半信半疑ながらも念のためにという動機であったことを示す報道もある[44]。
- 1973年、トイレットペーパー騒動 - オイルショックによるトイレットペーパー買い付け騒動[1]。ただし、一般的にはパニックと捉えられているものの[28]、誰もが冷静さを失って買い付けに走ったわけではなく[28]、また買い付けが殺到した結果として物不足は現実になった[45]。

## 集団パニック
同一空間上の集団の中で、痙攣、歩行障害、動悸、失神、過呼吸や呼吸困難、または突然叫びだすなどの興奮や恍惚状態といったパニック障害やヒステリーの症状が、集団内の一人を発端として多数に連鎖する現象で、集団ヒステリー（mass hysteria）とも呼ばれる。集団パニック（集団ヒステリー）は他人への同調を原因として発生する。例えば保育園で0歳児の1人が泣き出すとみんなが泣き出したり、大人でも誰かが何かのきっかけで笑うと特に理由はなくともみんなが笑い出すというような現象が見られるが、これらと同じものだと考えられている。症状は過呼吸、興奮、意識障害、電波系を含む妄言や幻覚などで呼びかけにも反応が鈍くなる場合がある。

### 実例
- 2006年7月27日 千葉県船橋市のショッピングセンターで、女子中学生が次々にパニック症状を訴え、計11人が病院に搬送され、うち4人が入院する騒ぎがあった。1人が体調不良で倒れたのを見て、他の生徒らがショックを受けて症状が連鎖したとされる。これを報じた東京新聞の2006年7月28日付記事によると、過去1年だけでも、秋田、埼玉、大阪、山口、佐賀で、同様な過呼吸の連鎖があったと述べている[50]。
- 2014年6月30日 柳川高等学校（福岡県柳川市）で1年生の女子生徒が叫び声をあげてうずくまり、様子を見に来た他の生徒も同様の症状を発し、女子生徒26人が体調を崩す。同校では同日と翌7月1日を臨時休校とする措置を取る[51][52][48]。
- 2024年7月16日に東京都大田区の東京都立六郷工科高等学校で、激辛のポテトチップス（磯山商事が製造する「18禁カレーチップス」）を食べた生徒が唇や胃の痛みなどを訴えた。約30人が食べ、そのうち1年生の男子生徒1人と女子生徒13人が救急搬送された。この騒動の原因について医療ガバナンス研究所理事長で内科医の上昌広は、健康上の問題が起きるほどのカプサイシンが含まれていたわけではなく、「集団ヒステリー」（集団でのパニック発作）を指摘した[53]。

## 関連作品
- 小説
  - 開高健『パニック』
- 映画
  - 「パニック映画」として映画では一ジャンルになっており、多くの映画がある。
- ドラマ
  - 『コールドケース 迷宮事件簿』シーズン5第7話「火星人襲来」（原題World's End）
- ラジオ
  - 『宇宙戦争』